# Nigel Ng
Nigel Ng (pronúncia em inglês: [/ˈnaɪdʒəl əŋ/]; chinês simplificado: 黃瑾瑜), nascido em 15 de março de 1991 em Kuala Lumpur, é um comediante de stand-up da Malásia baseado no Reino Unido, mais conhecido por seu personagem cômico Uncle Roger.

## Biografia

### Juventude
Nigel Ng nasceu em Kuala Lumpur em 1991, parente de chineses malaios de ascendência Hokkien. Ele se matriculou na Universidade do Noroeste em Filosofia e Engenharia e se formou em 2014. Ele trabalhou por um tempo como cientista de dados. Em particular, ele tem uma página GitHub.

### Educação
Ng está estudando na Chong Hwa Independent High School em Kuala Lumpur, depois na Universidade do Noroeste. Nesse ínterim, ele se mudou para os Estados Unidos para estudar engenharia. Foi lá, em Chicago, que começou a atuar como hobby. Ele se mudou para Londres para seguir sua namorada, agora afastada, e trabalhar como cientista de dados para várias empresas iniciantes de tecnologia. Em 2019, ele parou de trabalhar para se tornar um ator em tempo integral.
Em 2016, ele ganhou o Amused Moose Laugh-Off e foi, nomeadamente, um finalista de Ator do Ano para o Laughing Horse a partir de 2015. Ele também foi finalista do Leicester Mercury Comedian of the Year 2016 e Leicester Square, Novo Comediante do Ano em 2015. Ele aparece em particular nos programas de televisão Stand Up Central, Roast Battle e Mock the Week. Ele apresenta o programa de podcast de comédia Rice to Meet  com a comediante sueca Evelyn Mok.
Em julho de 2020, ele chamou a atenção da mídia por seu vídeo criticando o arroz frito com ovo de Hersha Patel na BBC Food. Ele então se tornou conhecido por seu personagem humorístico Uncle Roger, usando um sotaque do sul da Ásia e dando boas-vindas aos seus estereótipos asiáticos. Após o vídeo viral, Ng e Patel aparecem nos aparelhos de televisão da BBC. Ele também está colaborando com Patel em um vídeo Uncle Roger Meet Egg Fried Rice Lady (@Hersha Patel) e a defendeu após comentários negativos que ela supostamente recebeu nas redes sociais. Em setembro daquele ano, ele analisou um vídeo de Gordon Ramsay sobre seu método de arroz frito, no qual aplaudia as boas práticas culinárias de Ramsay. Durante o mês, ele também divulgou imagens de si mesmo sem suéter nas redes sociais para divulgar seu programa de podcast. Em 30 de setembro, ele foi vítima de um ataque racista em Londres. Ele regularmente critica Jamie Oliver em seus vídeos, que ele ironicamente chama de seu "inimigo mortal" por causa da propensão deste último a cozinhar pratos asiáticos sem respeitar o básico da receita.